# Taschenfutter

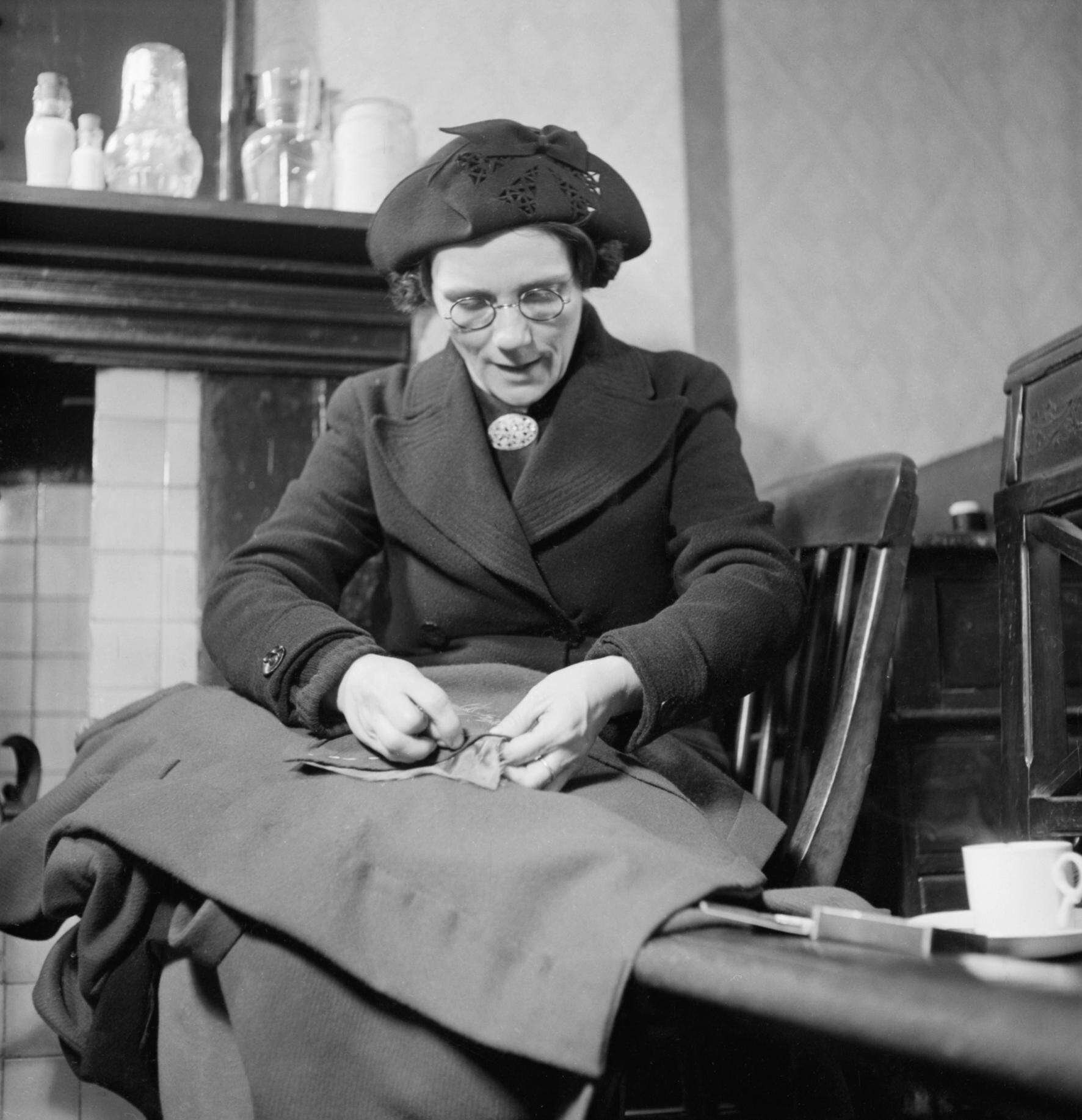
Englische Hausfrau beim Einnähen einer Tasche in einen Kindermantel (1943)

Als Taschenfutter bezeichnet man die zur Herstellung von Innentaschen von Bekleidungsstücken verwendeten Futterstoffe
Je nach Taschenart (Hose, Rock Weste, Mantel) werden an den Taschenbeutel und damit an den Futterstoff unterschiedliche Qualitätsansprüche gestellt, die von mehr oder weniger kräftig, fest und dauerhaft, glatt bis angeraut  und wärmend bestehen können. Das Taschenfutter darf sich nicht unter dem Oberstoff abzeichnen.
Verwendet für die Taschenfutterstoffe werden Gewebe aus Baumwolle-, Viskose- oder Mischgarnen von Baumwolle und Polyester oder Polyamid. Die Herstellung erfolgt in Leinwand-(Shirting, Pocketing), Köper-(Futter-Twill, Croise) und Atlasbindung (Moleskin, Velveton).